# Djâm
Pour les articles homonymes, voir Djam et Jam.
Le minaret et les vestiges archéologiques de Djâm ou Jâm (persan : جام) se trouvent en Afghanistan, district de Shahrak, province de Ghor, le long du fleuve Hari Rud.
Haut de 65 mètres, le minaret de Djâm est une construction gracieuse et élancée datant de la fin du XIIe siècle ou du début du XIIIe siècle. Il est connu des Européens depuis la fin du XIXe siècle. Depuis 2002, il est inscrit sur la liste du patrimoine mondial et sur la liste du patrimoine mondial en péril.

## Historique
Pendant des siècles, le minaret n'a pas de renommée particulière en dehors de l'Afghanistan, jusqu'à sa mise en lumière en 1886 (1855 selon Dupaigne) par le géographe anglais Thomas Holdich, qui travaillait pour l'Afghan Boundary Commission (Commission des frontières afghanes). Par la suite, certains visiteurs ou archéologues estimèrent que la tour avait fait partie d'une mosquée et l'appelèrent le « minaret de Jam ». D'autres ont affirmé que Djâm était un ancien site sacré anté-islamique et que le monument était une « tour de la Victoire » isolée, élevée par les Ghorides pour marquer la conversion à l'islam d'un lieu reculé et sacré du paganisme.
En 1957, les travaux d'André Maricq et Gaston Wiet, qui attirent l'attention sur les vestiges, démontrèrent que ce minaret avait été édifié sur le lieu de la probable capitale de l'empire ghoride, Firûzkoh (Montagne de Turquoise). Dans les années 1970, Herberg conduisit des études sur le site, avant que l'invasion soviétique de 1979 et la guerre civile ne coupent pratiquement cette région du monde. L'érosion naturelle, doublée par les crues du Hari Rud, contribuaient à la dégradation du minaret qui menaçait même de s'écrouler.
D'autre part, avant le passage de Rory Stewart, les habitants des villages alentour se sont livrés à des fouilles clandestines,, puis en 2005 tout autour du minaret et sur le versant montagneux lui faisant face, rapportant de multiples objets d'une grande beauté : marbre gravé de frises florales, aiguière en terre cuite recouverte d'un vigoureux motif de vagues et d'yeux de poisson, pièces d'échecs magnifiquement sculptées dans de l'ivoire, porte en bois sculptée avec des tigres et des scènes de chasse, porcelaines importées de Chine, pièces de monnaie représentant des adorateurs zoroastriens du feu... La plupart de ces trésors artistiques issus de ces pillages ont été, depuis la chute des talibans, acheminés vers les marchés européens, américains ou japonais.
Sur la colline de Kushkak, entre le village et le minaret, on a découvert en 1962 des inscriptions en hébreu datées entre 1153 et 1203.
Le chroniqueur Juzjani, qui connut la cité du temps de sa splendeur, écrit que sa mosquée du Vendredi était remplie d'un trésor indien, butin du pillage de Delhi, et que sur « le palais-forteresse [étaient] placés cinq pinacles incrustés d'or, ainsi que deux humas (oiseaux fabuleux en langue persane) en or, chacun de la taille d'un chameau. »[réf. nécessaire] Selon les habitants actuels, ces humas en bronze plaqué or ont été fondus au XIVe siècle pour le célèbre chaudron de la mosquée d'Hérat. 
Son inscription sur les listes du patrimoine mondial et du patrimoine mondial en péril date de 2002. Il est le premier site en Afghanistan à avoir été inscrit dans les registres de l'Unesco. L'architecture et la décoration novatrices du minaret de Djâm ont joué un rôle significatif dans le développement des arts et de l'architecture du sous-continent indien et au-delà. Le minaret et ses vestiges archéologiques associés constituent un témoignage exceptionnel de la puissance et de la qualité de la civilisation ghoride qui domina cette région aux XIIe et XIIIe siècles.
À la suite de l'offensive des talibans de 2021, l'Unesco a exprimé ses inquiétudes sur la protection du minaret. L'érosion du fleuve Hari Rûd adjacent (exemple innondations de mai 2019 et mai 2024) menace la stabilité de la tour, mais les représentants de l'Unesco ne peuvent pas intervenir dans cette zone.

## Description

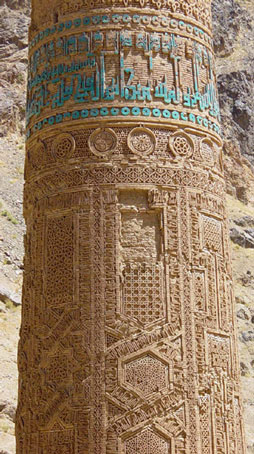
Détail du minaret

Le minaret est recouvert d’une décoration complexe en briques, portant une inscription en céramique bleu turquoise à son sommet. Il est remarquable par la qualité de son architecture et de ses motifs décoratifs, qui représentent l’apogée d’une tradition artistique propre à cette région. Son impact est renforcé par un environnement spectaculaire : la vallée encaissée du Hari Rud qui s’ouvre entre d’imposantes montagnes, au cœur de la province de Ghor, à 450 km à l'ouest de Kaboul et 215 km à l'est d'Hérat.
L'Écossais Rory Stewart décrit ce minaret lors d'un voyage en 2002 comme une colonne mince de terre cuite aux motifs gravés enchevêtrés, ornée d'une ligne de faïences turquoise. Vers son sommet, en céramiques bleu de Perse, sont écrits les mots : « Ghiyassudin Muhammad ibn Sam, Roi des rois… ». La tour est aussi finement travaillée qu'une pièce d'échec en ivoire. La base octogonale, les trois étages, les vestiges des balcons et la complexité surchargée des motifs géométriques s'effacent devant la pureté des lignes effilées et la teinte beige de la brique cuite.
La plupart des inscriptions sont, pour la plupart, des citations du Coran, dont une sourate complète du chapitre 19 du Coran sur Maryam (Marie, mère de Jésus).
L'intérieur du minaret est un escalier circulaire qui monte jusqu'au milieu de la tour. Un escalier extérieur prend le relai pour atteindre le haut de la tour. Un dome a pu avoir été construit puis démantelé en haut de la tour.